# Andrade-Gleichung
Die Andrade-Gleichung wird zur Korrelation der dynamischen Viskositäten von Reinstoffen verwendet. Sie ist benannt nach Edward Andrade, jedoch veröffentlichte C. V. Raman dieses Modell bereits im Jahr 1923 in der Zeitschrift Nature.

## Formulierung
Die Gleichung beschreibt einen linearen Zusammenhang zwischen dem Logarithmus der Viskosität und dem Kehrwert der Temperatur:
{\displaystyle {\begin{aligned}\eta &=A\cdot e^{\frac {b}{T}}\\\Leftrightarrow \ln(\eta )&=\ln(A)+{\frac {b}{T}}\end{aligned}}}
mit
- {\displaystyle \eta }: dynamische Viskosität
- {\displaystyle A,b}: empirische Konstanten
- {\displaystyle T}: absolute Temperatur in K
- {\displaystyle e}: Eulersche Zahl.

## Güte der Anpassung

Ethanol-Viskositätsplots
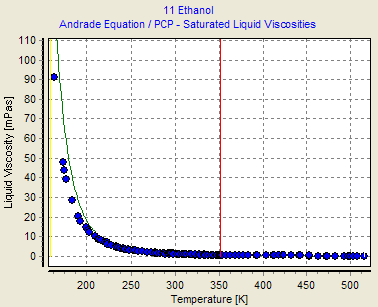
Standarddarstellung: Viskosität / Temperatur
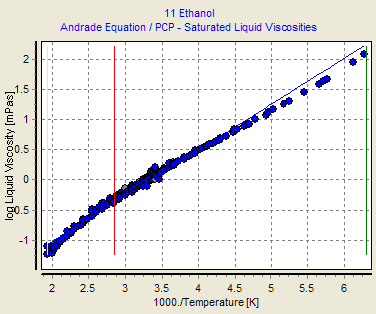
Logarithmus der Viskosität / Kehrwert der Temperatur
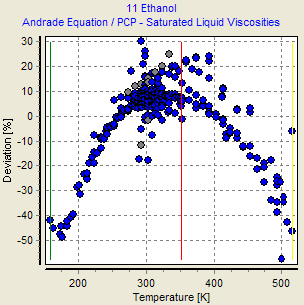
relative Abweichungen

Der Abweichungsplot zeigt, dass die Andradegleichung den Verlauf der Viskosität über den gesamten Temperaturbereich nur unzureichend wiedergibt. Sie sollte daher nur in einem eng begrenzten Temperaturbereich verwendet werden.

## Beispielparameter
|         | {\displaystyle a=\ln(A)} | b / K  | T(min.) / K | T(max.) / K |
| ------- | ------------------------ | ------ | ----------- | ----------- |
| Wasser  | −6,944                   | 2036,8 | 274         | 373         |
| Benzol  | −4,825                   | 1289,2 | 273         | 483         |
| Aceton  | −4,003                   | 842,5  | 183         | 329         |
| Ethanol | −5,878                   | 1755,8 | 163         | 516         |

Die Tabellenwerte liefern jeweils die dynamische Viskosität η in mPa·s. 